# Casanova w Warszawie

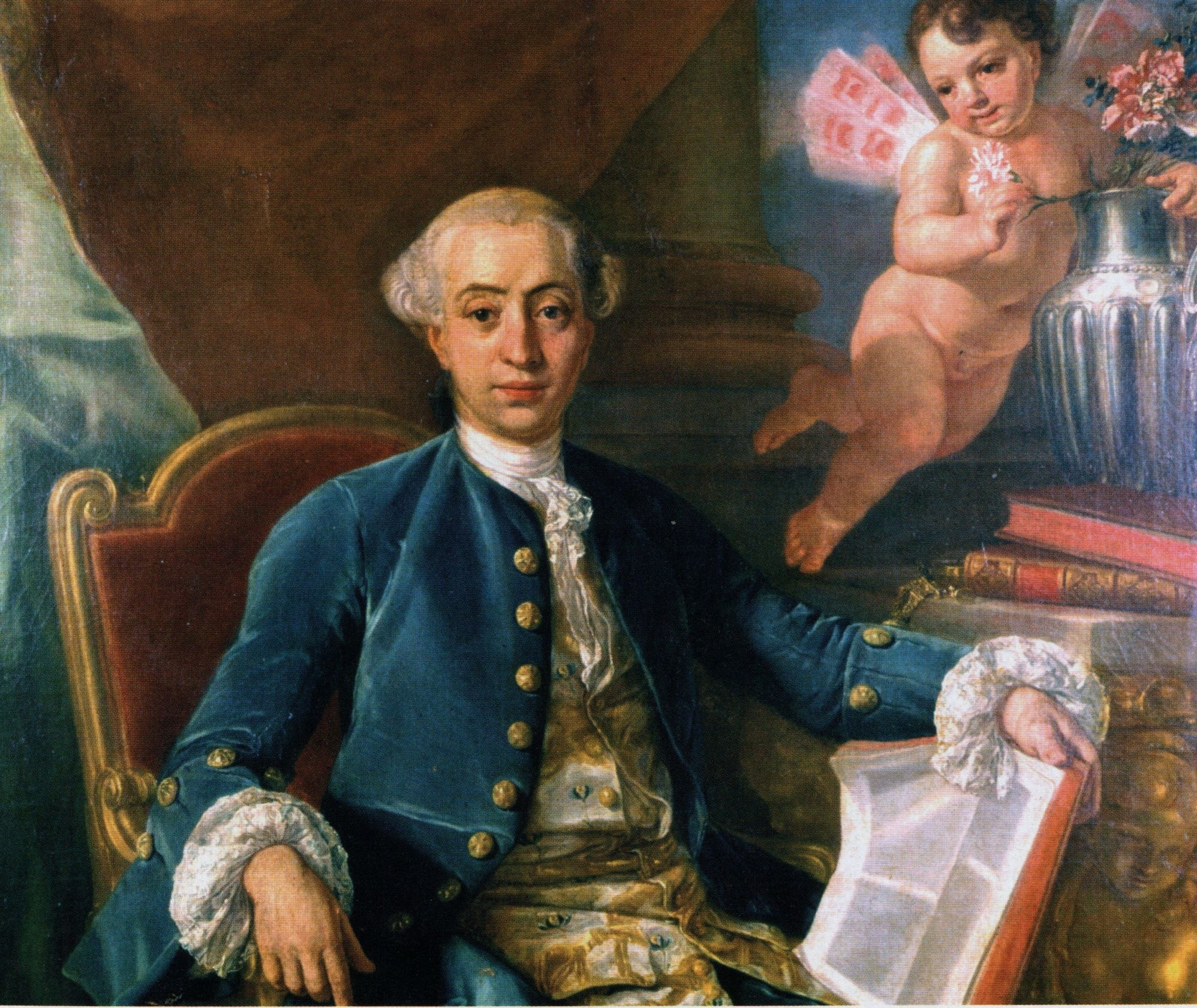
Giacomo Casanova, portret Antona Raphaela Mengsa, 1760

Casanova w Warszawie – balet Krzysztofa Pastora w dwóch aktach z epilogiem według libretta Pawła Chynowskiego. Jego akcja rozgrywa się w Warszawie w latach 1765–1766. Powstał w Polskim Balecie Narodowym w roku obchodów 250-lecie polskiej sceny publicznej. Prapremiera odbyła się 28 maja 2015 na scenie Teatru Wielkiego – Opery Narodowej.

## Twórcy baletu
- Idea i libretto: Paweł Chynowski[2] na motywach pamiętników Giacomo Casanovy
- Choreografia i reżyseria: Krzysztof Pastor[3][4]
- Muzyka: Wolfgang Amadeus Mozart (collage różnych utworów)
- Koncepcja muzyczna i dyrygent: Jakub Chrenowicz[5]
- Scenografa i kostiumy Gianni Quaranta[6][7]
- Światła: Daniele Nannuzzi[8]
- Polski Balet Narodowy i Orkiestra Teatru Wielkiego – Opery Narodowej

## Idea

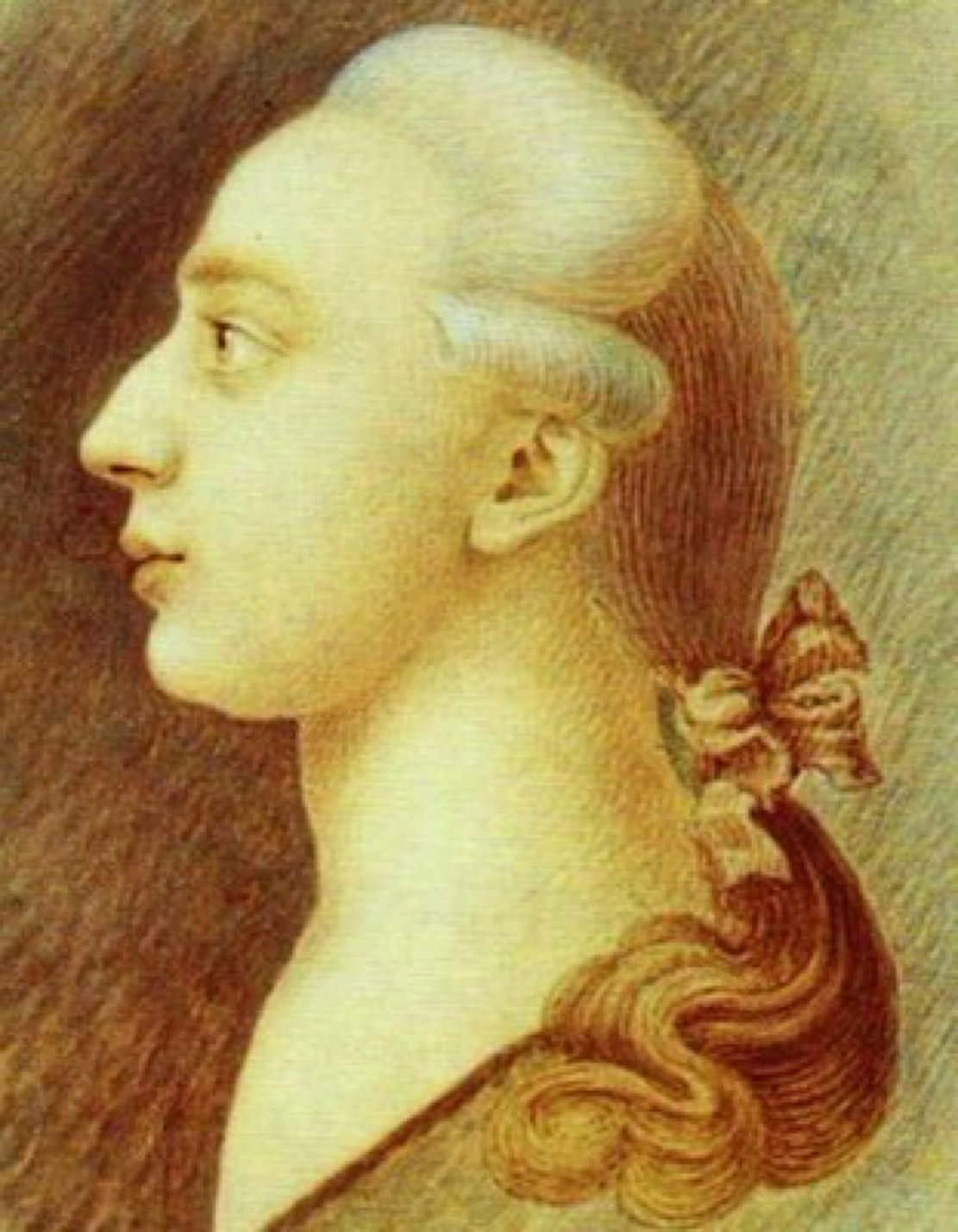
Giacomo Casanova, rysunek jego brata Francesco Giuseppe Casanovy, ok. 1755

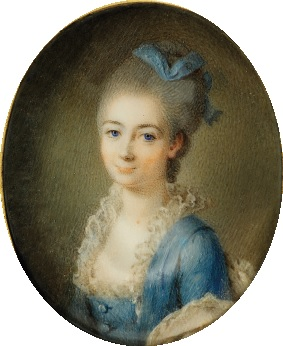
Caterina Gattai, miniatura nieznanego malarza, ok. 1766

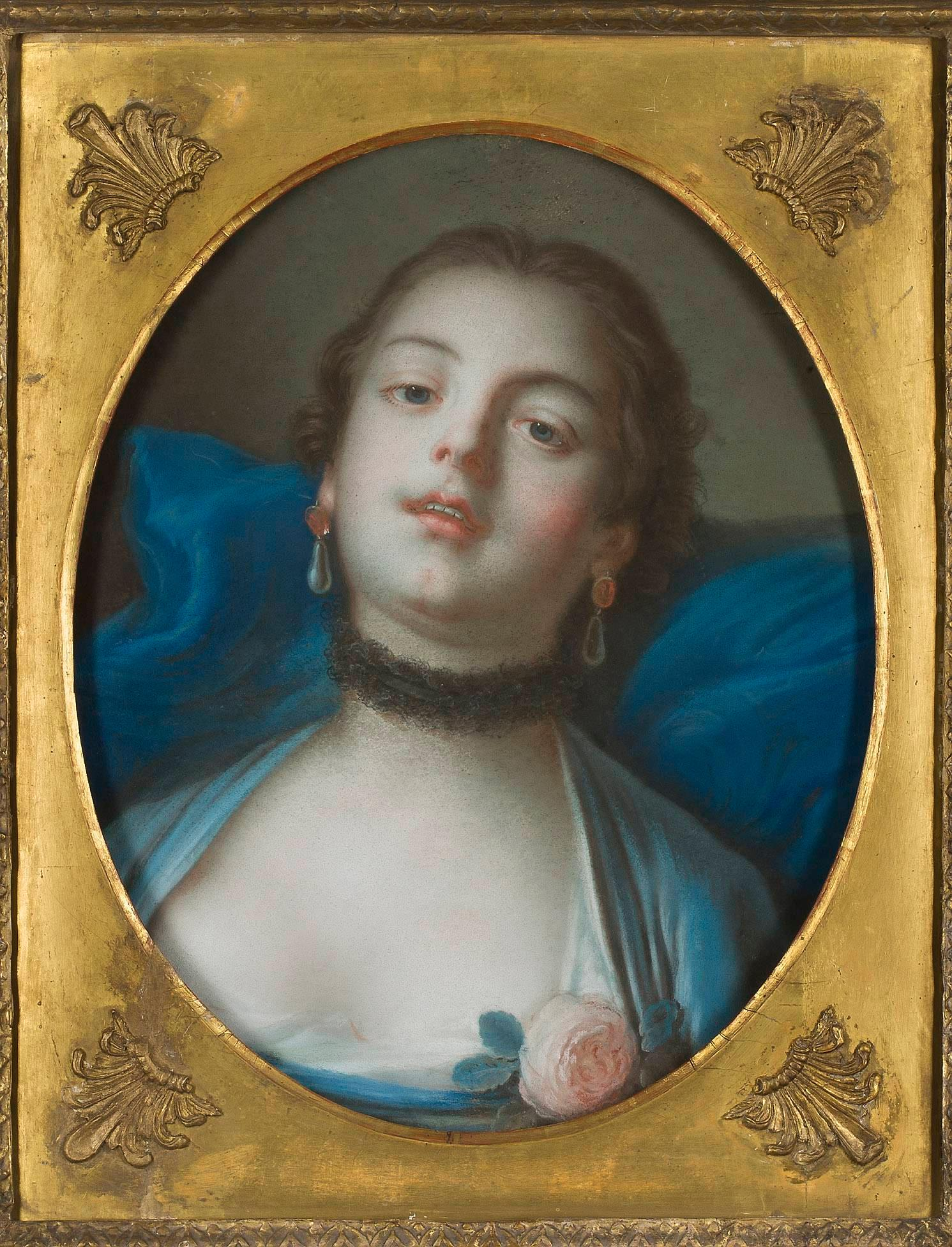
Anna Binetti (?), pastel Louisa François Marteau, ok. 1766

Legendarny kochanek spędził w Polsce kilka miesięcy na przełomie lat 1765 i 1766. Obracał się w najlepszym towarzystwie, także króla Stanisława Augusta. Uczestniczył w warszawskim życiu teatralnym Warszawy, ze szczególnym upodobaniem w gronie artystów królewskiego zespołu baletowego. Był świadkiem oficjalnych i zakulisowych wydarzeń pierwszego sezonu polskiej sceny publicznej w Operalni Saskiej pod dyrekcją hrabiego Carla Tomatisa. Adorował konkurujące ze sobą włoskie baleriny: Caterinę Gattai, Annę Binetti i Teresę Casacci. Oklaskiwał występy młodego Charlesa Le Picqa, zwanego Apollem Tańca europejskiej sceny baletowej. Wdał się w konflikt i pojedynek z faworytem króla, hrabią Ksawerym Branickim. A wszystko to opisał barwnie w swoich kultowych pamiętnikach. To główne powody, dla których twórcy baletu zainteresowali się warszawskim epizodem przygód Giacomo Casanovy.

## Osoby
| Rola                                                                        | Obsada              |
| --------------------------------------------------------------------------- | ------------------- |
| Casanova                                                                    | Vladimir Yaroshenko |
| Hrabia Branicki, adorator Mlle Gattai i Mme Binetti                         | Maksim Woitiul      |
| Campioni, przyjaciel Casanovy                                               | Paweł Koncewoj      |
| TEATR KRÓLEWSKI:                                                            |                     |
| Hrabia Tomatis, antreprener teatru, kochanek Mlle Gattai                    | Patryk Walczak      |
| Mlle Ristorini, prima buffa (sopran)                                        | Joanna Woś          |
| Mlle Gattai, prima ballerina seria, kochanka hrabiego Tomatisa              | Yuka Ebihara        |
| Mme Binetti, prima ballerina seria, faworyta hrabiego Branickiego           | Alexandra Liashenko |
| Le Picq, primo ballerino serio, partner Mme Binetti                         | Robin Kent          |
| Mlle Casacci, prima ballerina grottesca, faworyta hrabiego Ponińskiego      | Anita Zbrzeźniak    |
| Cambi, primo ballerino grottesco, baletmistrz                               | Carlos Martín Pérez |
| DWÓR KRÓLEWSKI:                                                             |                     |
| Stanisław August, król Polski                                               | Adam Kozal          |
| Hrabia Moszyński, dyrektor rozrywek królewskich i mistrz loży               | Viktor Banka        |
| Księżna Izabela, żona księcia Czartoryskiego i metresa króla                | Maria Żuk           |
| Książę Czartoryski, mąż księżnej Izabeli i adorator Mlle Gattai             | Jarosław Zaniewicz  |
| Hrabia Poniński, adorator Mlle Casacci                                      | Robert Bondara      |
| Książę Lubomirski, adorator Mlle Gattai                                     | Łukasz Tużnik       |
| Pułkownik Byszewski, zaufany hrabiego Branickiego                           | Kurusz Wojeński     |
| Doktor                                                                      | Adam Myśliński      |
| KLASZTOR:                                                                   |                     |
| Przeorysza                                                                  | Marta Fiedler       |
| Nowicjuszka                                                                 | Daria Majewska      |
| Baletnice, Baletnicy, Masoni, Panie, Panowie, Lokaje, Garderobiane, Mniszki |                     |

## Treść baletu[9]

### AKT I
Po przyjeździe do Warszawy Giacomo Casanova spotyka dawnego druha, włoskiego tancmistrza Vincenza Campioniego. Dzięki niemu i listom polecającym z Petersburga szybko wnika w miejscowy światek artystyczny i towarzyski.

#### 1. Mlle Gattai
W Operalni trwa próba opero-baletu Toaleta Wenus z Mlle Gattai w roli głównej. Primabalerina jest kochanką antreprenera Carla Tomatisa i ulubienicą dworu, więc baletmistrz Cambi, balerina Mlle Casacci i inni tancerze muszą tolerować jej kaprysy. Ulega im także opiekun królewskiego teatru, hrabia August Moszyński i pozostali dworscy wielbiciele tancerki z hrabią Franciszkiem Ksawerym Branickim na czele. Towarzyszą jej nawet podczas prób. Campioni przyprowadza do teatru Casanovę. Rozbawieni obserwują jej fochy, ale Casanovie podoba się ta rozpieszczona piękność. Kiedy nadchodzi primadonna Mlle Ristorini próbować swoją partię, Casanova wykorzystuje okazję, aby pozostać sam na sam z Mlle Gattai. Poddaje się jej wdziękom i zdobycz sama wpada mu w ręce. Antreprener strofuje kochankę, także hrabia Branicki traktuje Casanovę jak konkurenta. Aby uniknąć konfliktu Campioni z Moszyńskim zabierają go z teatru. Mlle Gattai jest zawiedziona, a Tomatis i Branicki nie kryją swojej niechęci do Casanovy.

#### 2. Bracia

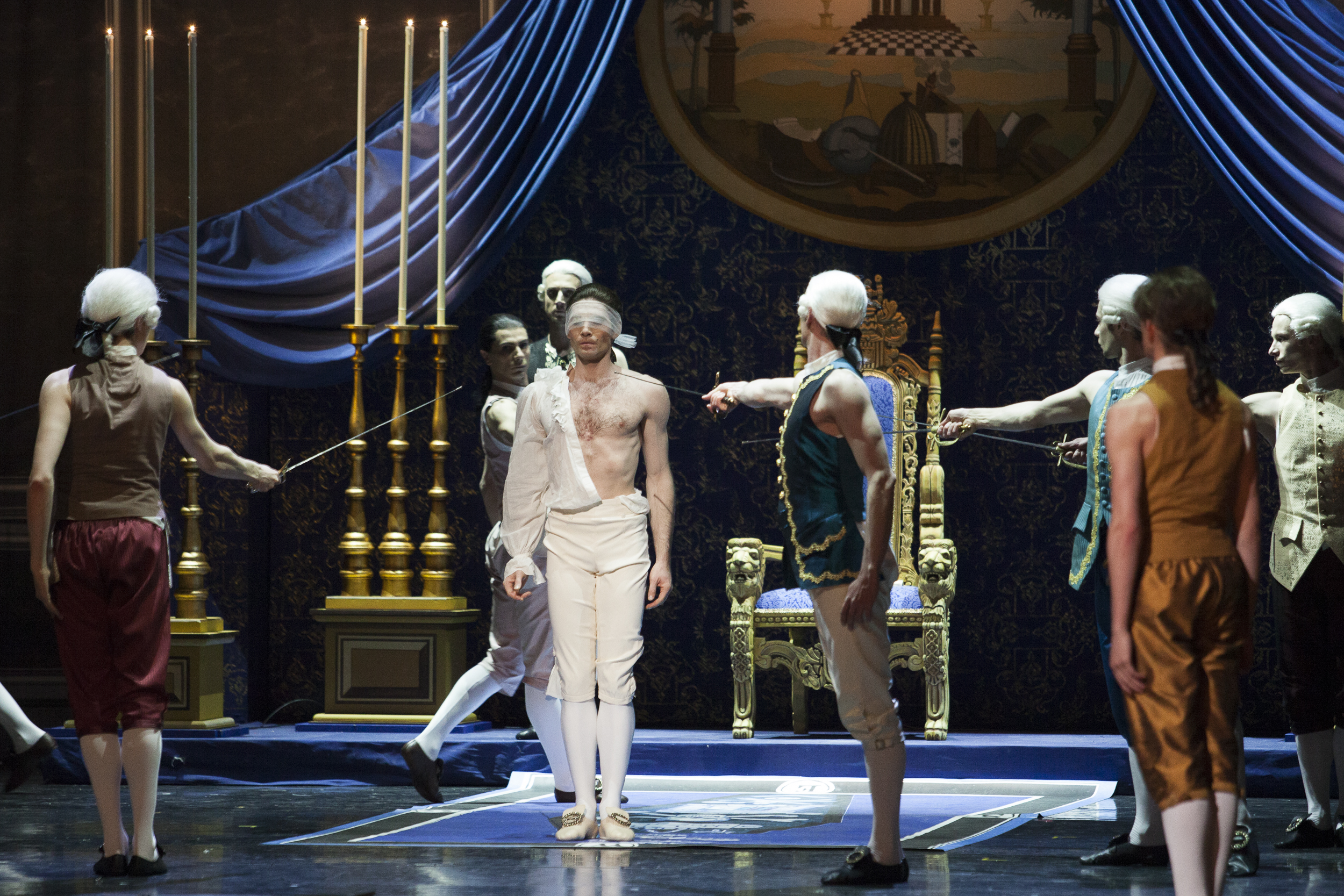
Vladimir Yaroshenko (Casanova) i Polski Balet Narodowy

W tajnej świątyni wolnomularskiej odbywa się rytualne spotkanie. Hrabia Moszyński okazuje się wielkim mistrzem loży. Są książęta Czartoryski i Lubomirski, hrabia Poniński, Branicki i jego zaufany pułkownik Byszewski. Jest także Tomatis, baletmistrz Cambi i inni panowie. Ma się dziś odbyć afiliacja Casanovy, a przyjaciela wprowadza do warszawskiej loży jej członek Campioni. Mistrz zaprasza włoskiego brata i czyta jego listy polecające. Casanova przekonuje do siebie większość uczestników rytuału. Jedynie nieufny hrabia Branicki, jego powiernik Byszewski i urażony Tomatis zachowują dystans. Pozostali bratają się z Casanovą, a książę Czartoryski zaprasza go na bal w swoim pałacu.

#### 3. Księżna Izabela
Książę Czartoryski gości u siebie elitę towarzyską stolicy. Zaproszeni są także artyści teatru: primadonna Ristorini, Mlle Gattai z Tomatisem, Mlle Casacci i jej wielbiciel hrabia Poniński. Przychodzi też Casanova z Campionim. Giacomo zna już większość mężczyzn ze spotkania w loży. Czartoryski przedstawia mu swoją młodą żonę Izabelę. Kiedy Mlle Ristorini śpiewa arię, Casanova próbuje adorować Izabelę, jednak nieprzystępność pani domu szybko go zraża. Książę Czartoryski wita nadchodzącego króla Stanisława Augusta. Księżna Izabela jest jego metresą, więc król okazuje jej szczególne względy. Kiedy król poznaje Casanovę, hrabia Branicki wciąż adoruje Mlle Gattai i stara się skupić na sobie uwagę całego towarzystwa.

#### 4. „Diana i Endymion”
Hrabia Moszyński zapowiada przyjazd nowych tancerzy, których pragnie przedstawić towarzystwu. Wprowadza urodziwą Annę Binetti i przystojnego Charles’a Le Picqa. Król uwielbia balet, więc wita ich zaintrygowany. Casanova rozpoznaje w Annie swą dawną porzuconą kochankę. Także Mme Binetti jest zaskoczona jego obecnością i unika go urażona. Para tańczy duet Diana i Endymion. To opowieść o myśliwym, ukochanym bogini Diany, którego Zeus obdarzył urodą, wieczną młodością i nieprzespanym snem, dzięki czemu kochanka może odwiedzać go każdej nocy. Król jest zachwycony tancerzami. Również hrabia Branicki rzuca się z wyrazami podziwu do Mme Binetti. Za to Gattai jest zirytowana pojawieniem się konkurentki. Branicki zaprasza Binetti do tańca, a ona ulega mu z wdziękiem, chcąc uświadomić Casanovie jak wiele stracił porzucając ją przed laty. Wychodzący król przekazuje Casanovie kontrakt dla nowych tancerzy, podczas gdy Branicki zatraca się w uwielbieniu dla nowej piękności.

#### 5. Mme Binetti

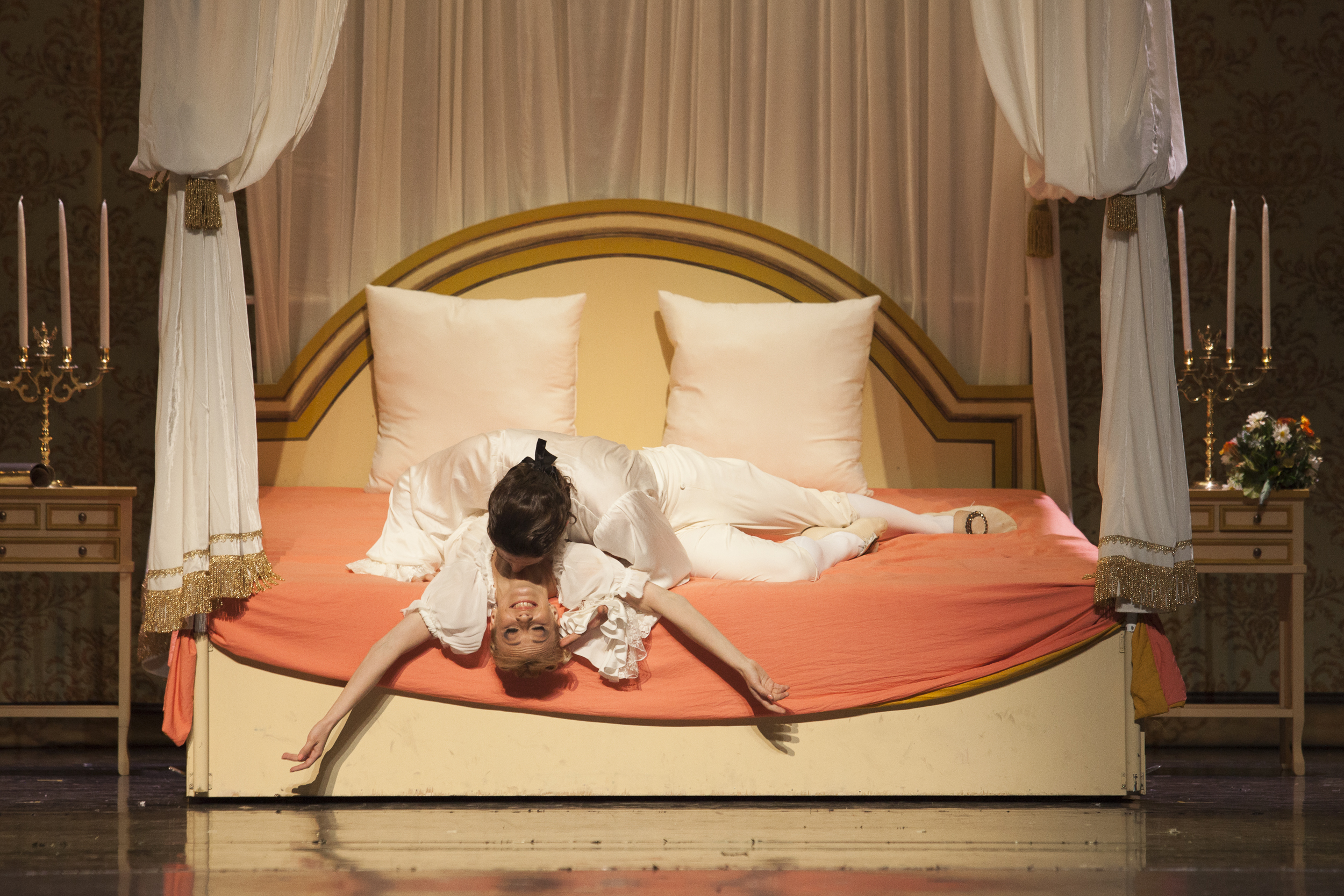
Aleksandra Liashenko (Mme Binetti) i Vladimir Yaroshenko

Wczesnym rankiem Campioni prowadzi Casanovę z królewskim kontraktem do rezydencji Mme Binetti i Le Picqa. Dawna kochanka nadal wydaje mu się atrakcyjna. Zastaje ją jeszcze w sypialni w towarzystwie pokojówki. Tancerka dąsa się wciąż, ale przyjmuje go z radością. Przywołuje Le Picqa i dzieli się z nim wiadomością o propozycji króla. Kiedy Casanova zostaje z nią sam na sam odżywają dawne sentymenty. Tymczasem nadchodzi nieoczekiwanie hrabia Branicki, zauroczony nową znajomością z wczorajszego balu. Le Picq biegnie przestrzec partnerkę i szybko zajmuje jej miejsce u boku Casanovy, a czujny Campioni próbuje zatrzymać intruza. Mme Binetti nie chce narażać się nowemu adoratorowi. Tymczasem zazdrosny Branicki jest nieufny i szuka dowodu jej zdrady, ale w łożu znajduje Casanovę… z Le Picqiem.

### AKT II
Na widowni i za kulisami Operalni Saskiej trwają przygotowania do premiery baletu Sąd Parysa z udziałem Le Picqa i trzech czołowych balerin królewskiego zespołu.

#### 1. Mlle Casacci
Za kulisami tancerze przygotowują się do przedstawienia. Mlle Gattai asystuje antreprener Tomatis, Mme Binetti towarzyszy Branicki, a u Mlle Casacci gości Poniński. Także Le Picq szykuje się do występu, a Mlle Ristorini chce przećwiczyć jeszcze swoją partię wokalną. Przychodzi również Casanova w poszukiwaniu Mlle Casacci, którą pragnie poznać jeszcze przed przedstawieniem. Hrabia Poniński wita go z radością, poznaje ze swą faworytą i dyskretnie pozostawia ich samych. Tancerka w nadziei na protekcję ulega Casanovie. Powracający hrabia Poniński jest zachwycony, że jego ulubienica spodobała się nowemu faworytowi króla. Liczy, że będzie on teraz wspierał karierę jego wybranki. Campioni zabiera przyjaciela na widownię.

#### 2. „Sąd Parysa”

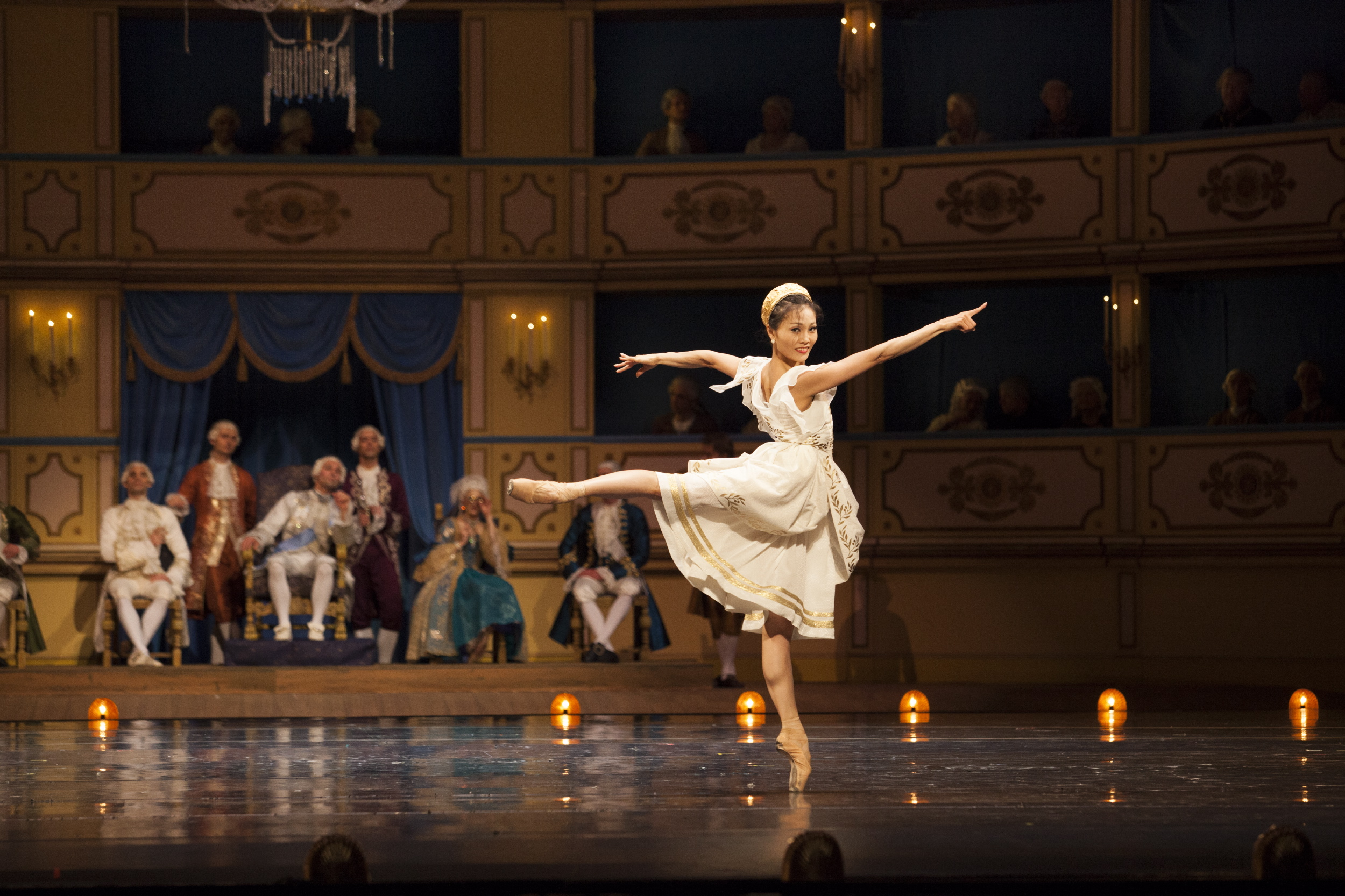
Yuka Ebihara (Mlle Gattai jako Hera)

Obsługa teatru kończy przygotowania na widowni. Antreprener Tomatis oczekuje dostojnych gości. Nadchodzi król z Czartoryskimi, Lubomirskim, Ponińskim i Branickim. Kiedy Stanisław August dostrzega Casanovę przywołuje go, odsuwając zawiedzionego Branickiego. Rozpoczyna się balet Sąd Parysa. To opowieść o trzech boginiach konkurujących o prymat na Olimpie. Zeus (Cambi) wnosi jabłko dla najpiękniejszej. Między Herą (Mlle Gattai), Ateną (Mlle Casacci) i Afrodytą (Mme Binetti) wybucha spór o nagrodę. Zeus przywołuje pasterza Parysa (Le Picq), aby to on rozstrzygnął współzawodnictwo bogiń. Parys ulega Afrodycie i jej wręcza trofeum. Podczas przedstawienia król wymienia uwagi z Casanovą. Na koniec, za jego dyskretną radą, Stanisław August odbiera nagrodę Parysa primabalerinie Binetti i nieoczekiwanie wręcza ją Mlle Casacci.

#### 3. Awantura
Tancerze wracają do garderób. Binetti i Gattai są oburzone decyzją króla. Za to Casacci cieszy się swoim sukcesem. Również primadonna Ristorini nie kryje swojej zazdrości. Przechodząc obok garderoby wściekłej Mme Binetti, Casanova próbuje się wytłumaczyć kochance. Wreszcie dociera do Mlle Casacci i gratuluje jej czule. Obie konkurentki obserwują to przygnębione, a mściwa Binetti intryguje z Branickim. Hrabia od dawna czekał na okazję, by zaimponować kochance i odegrać się na Casanovie za własne upokorzenia. Kiedy podbiegają zaniepokojeni Campioni i Byszewski, Branicki zaczepia brutalnie Casanovę, który unosi się honorem. Pewny swego hrabia podejmuje jego wyzwanie. Mme Binetti jest zadowolona, że znalazła wykonawcę swojej zemsty na niewdzięcznym kochanku. Podobnie jak Mlle Gattai i Tomatis, którzy widzą w Casanovie sprawcę własnych porażek.

#### 4. Pojedynek

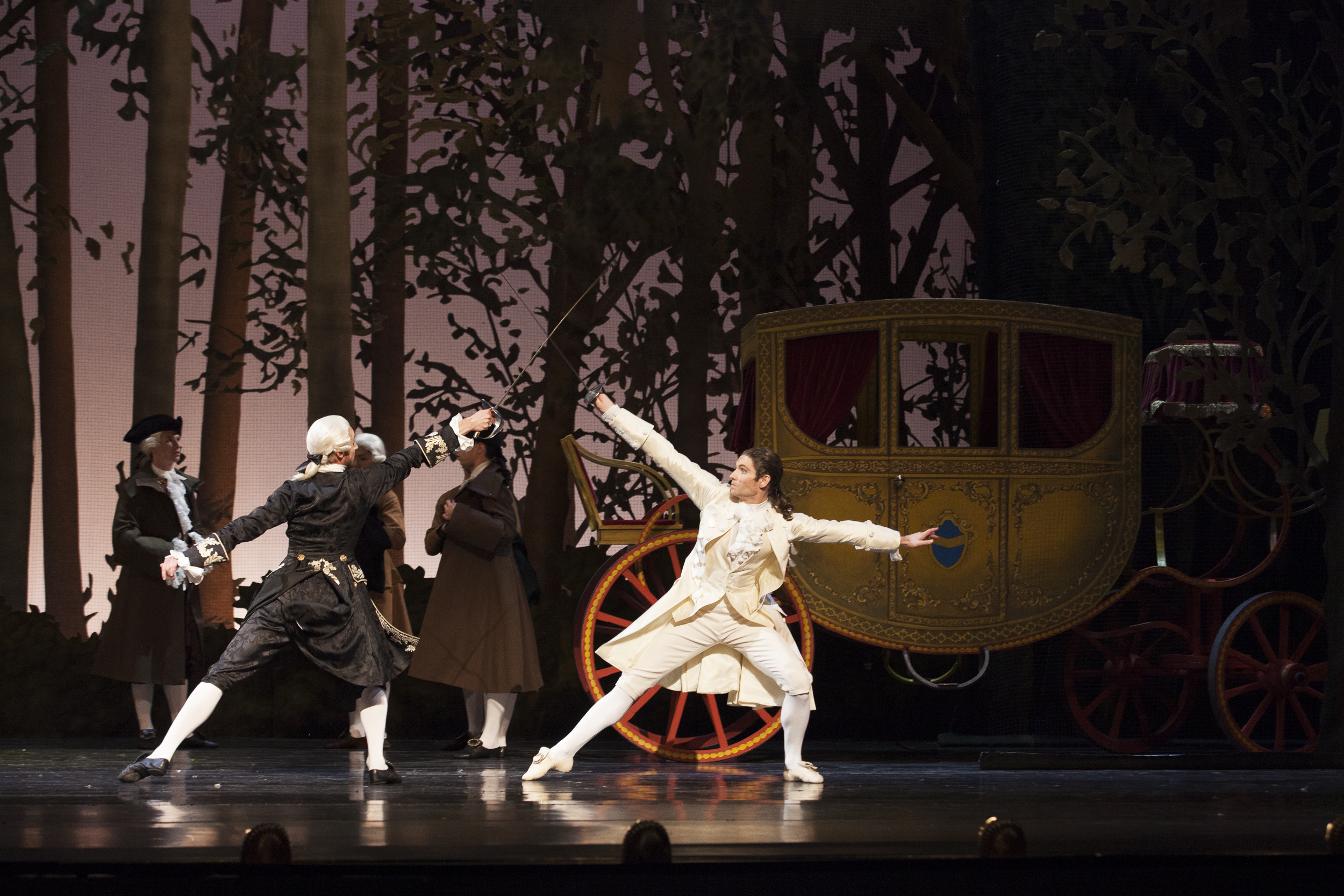
Maksim Woitiul (Hrabia Branicki) i Vladimir Yaroshenko (Casanova)

O poranku Casanova oczekuje Branickiego na skraju parku. Są już także ich świadkowie Byszewski i Campioni w towarzystwie doktora. Przeciwnicy wybierają broń. Rozpoczyna się zacięty pojedynek. Draśnięty w rękę Casanova zadaje decydujący cios Branickiemu. Ciężko ranny hrabia wybacza Casanovie. Campioni ucieka z przyjacielem, a wierny Byszewski otacza troską Branickiego.

#### 5. Siostry
Mniszki zbierają się na poranną modlitwę, gdy niespodziewanie pojawia się w klasztorze ranny Casanova w asyście Campioniego prosząc o schronienie. Przeorysza lituje się nad uciekinierem. Jedna z nowicjuszek okazuje mu szczególną troskę. Casanova czuje się teraz jak Endymion w rękach bogini Diany. Powracająca przełożona dyscyplinuje jednak swoje podopieczne, strofuje niepoprawnego Casanovę i zachęca go refleksji nad własnym życiem.

### EPILOG
Casanova jest rozmarzony niebiańską troskliwością swych bezgrzesznych opiekunek. Postrzega je teraz jako ideały, jakich zawsze poszukiwał. We śnie odrzuca wspomnienie kobiet, które go zawiodły i oddala się tęskniąc za nieosiągalnym…

## Koncepcja muzyczna
Koncepcję muzyczną baletu opisał jej twórca, dyrygent Jakub Chrenowicz: „Ideą baletu Casanova w Warszawie było nawiązanie do XVIII-wiecznych opero-baletów, koncepcja muzyczna łączy więc w sobie dzieła tych gatunków. Ze względu na wielowarstwową treść libretta, należało więc użyć nie tylko prostych połączeń utworów, ale także kilku subtelnych zabiegów, by muzyka podkreślała zarówno akcję, jak i motywy przewodnie opisywanej historii. Zależało nam, aby balet nawiązywał do klimatów muzycznych teatru tamtego okresu, w tym także do epoki stanisławowskiej. W trosce o jednolitość i logikę przedstawienia oraz spójność wynikającą z libretta wybraliśmy muzykę Wolfganga Amadeusa Mozarta, którego twórczość nie tylko rozwijała się w tym okresie, ale wręcz towarzyszyła niekiedy karierom bohaterów baletu. Libretto jest oparte na pamiętnikach Giacomo Casanovy, korzysta z motywów literackich i historycznych. Ale w głębszej warstwie ma być też metabaletem, spektaklem o tancerzach teatru stanisławowskiego. Aby więc wykorzystać związki muzyki Mozarta z tańcem sięgnęliśmy po jego utwory baletowe: Les Petits riens i muzykę z Idomeneo, a także po kompozycje inspirowane tańcem, jak marsz i tańce niemieckie. Historia Casanovy to opowieść o jego relacjach z kobietami, także tymi, które spotykał w Warszawie. Przyjęliśmy zasadę, że główne bohaterki baletu łączy w warstwie muzycznej głos sopranowy, związany w libretcie z postacią primadonny warszawskiego teatru tamtych lat Cateriny Ristorini”.

### Scenariusz muzyczny

#### AKT I
1. Mitridate, rè di Ponto, KV 87, Uwertura, cz. 1 i 2
2. Mitridate, rè di Ponto, KV 87, Aria Lungi da, te mio bene
3. Mitridate, rè di Ponto, KV 87, Uwertura cz. 3
4. Maurerische Trauermusik, KV 477
5. Adagio i Fuga, KV 546
6. Marsz nr 1, KV 335
7. Idomeneo, rè di Creta, KV 366, Aria Zefiretti lunsinghieri
8. Idomeneo, rè di Creta, KV 366, Chaconne (Pour le ballet)
9. Idomeneo, rè di Creta, KV 366, Larghetto (Annonce)
10. Sześć tańców niemieckich, KV 567, Taniec nr 2
11. Trzy tańce niemieckie, KV 605, Taniec nr 3
12. Lucio Silla, KV 135, Aria Se il labbro timido
13. Lucio Silla, KV 135, Uwertura cz. 1

#### AKT II
1. Symfonia nr 52, KV 208 i KV 102, cz. 1 (Uwertura do opery Il rè pastore, KV 208)
2. Il rè pastore, KV 208, Aria Intendo amico rio
3. Symfonia nr 52, KV 208 i KV 102, cz. 3
4. Les petits riens, KVAnh 10 / KV 299b, nr 12 Gavotte, nr 19 Andante, nr 14, nr 10 Allegro, nr 8 Vivo, nr 11 Larghetto, nr 18 Gavotte
5. Zaide, KV 344, Aria Tiger
6. Thamos, König in Ägypten, Iterludia, KV 345, nr 4 Allegro, nr 5 Allegro vivace assai
7. Litaniae de venerabili altaris sacramento, KV 243, nr 6 Dulcissimum convivium
8. La Betulia liberata, KV 118, Uwertura

#### EPILOG
1. Koncert fortepianowy C-dur nr 21, KV 467, cz. 2 Andante